# Steriphoma peruvianum
Steriphoma peruvianum är en kaprisväxtart som beskrevs av Richard Spruce och August Wilhelm Eichler. Steriphoma peruvianum ingår i släktet Steriphoma och familjen kaprisväxter. Inga underarter finns listade i Catalogue of Life.